# Esa Saario
Esa Saario (nacido el 22 de noviembre de 1931, Nummi) es un actor finlandés. Comenzó a estudiar en la Academia de Teatro de Helsinki en 1956. El director de la academia, Wilho Ilmari, y otros profesores permitieron a Saario saltarse un año de escuela debido a su talento. Saario terminó graduándose en solo dos años.

## Biografía
Saario trabajó como actor en el Teatro Nacional de Finlandia desde 1958 hasta su retiro en 1997. El primer papel que interpretó fue en 1954 y el último en 2001. Saario actuó en más de 200 roles diferentes durante su carrera. Algunos de sus papeles más memorables en el escenario fueron Orgon en Tartufo, Malcolm en Macbeth, actor/sacerdote en Hamlet y Amiens en Como gustéis.
Saario también ha participado en múltiples dramas radiofónicos transmitidos por la emisora nacional finlandesa Yleisradio. Sus roles en dramas radiofónicos incluyen al oficial de policía Karhunen en Noita Nokinenä, Marvin en La guía del autoestopista galáctico y varios roles en Los hombres del Ministerio.
Algunos de los roles más famosos de Saario en el cine son el político Janne Kivivuori en las películas "Aquí, bajo la Estrella del Norte" (Täällä Pohjan Tähden Alla en finés) y Akseli y Elina (Akseli ja Elina en finés). Sus primeros papeles en la pantalla se vieron en las películas Sven Tuuva el héroe y Kankkulan Kaivolla.
A principios de la década de 1960, Saario grabó muchas canciones infantiles, como "Hottentottilaulu", junto a la actriz Maikki Länsiö. "Hottentottilaulu" es originalmente una canción infantil noruega llamada "Visen om vesle Hoa". Fue traducida al finlandés por Jukka Virtanen.
Saario también ha sido miembro del Sindicato de Actores de Finlandia (Suomen Näyttelijäliitto en finés, Finlands Skådespelarförbund en sueco), la Junta de Actores del Teatro Nacional de Finlandia y la Junta del Teatro Nacional de Finlandia. El 9 de junio de 2020, se le otorgó la membresía honoraria en Nummi-Seura Ry, la asociación local de patrimonio en Nummi. La junta de Nummi-Seura reconoció el trabajo significativo y duradero de Saario para Nummi-Seura y para preservar el patrimonio local en Nummi para las futuras generaciones.